# Християнска народна партия (Белгия)
Вижте пояснителната страница за други значения на Християнска народна партия.
Християнската народна партия (на нидерландски: Christelijke Volkspartij) или Социалхристиянска партия (на френски: Parti social-chrétien) е белгийска християндемократическа партия, основана през 1945. Една от водещите партии в страната, тя участва в правителствата от 1947 до 1954 и от 1958 до 1968.
През 1968 партията се разделя на две:
- нидерландскоезична Християнска народна партия, днес Християндемократически и фламандски
- френскоезична Социалхристиянска партия, днес Хуманистичен демократичен център